# Brian Kellock
Brian Kellock (* 28. Dezember 1962 in Edinburgh; † 27. Mai 2025 in Glasgow) war ein britischer Jazzmusiker (Piano, Komposition).

## Leben und Wirken
Kellock graduierte 1986 an der Edinburgh University und spielte in den Bands von Spike Robinson (1990) und von Joe Temperley (1993/94), dann in der Band des australischen Trompeters James Morrison (1995) Anschließend arbeitete er mit Tom Bancroft (Pieology, 1997), in der Gruppe Celtic Feed (mit John Rae, Phil Bancroft, mit dem Bassisten Mario Caribé, dem Konzertinaspieler Simon Thoumire und der Fiddlespielerin Eilidh Shaw). 1998 nahm Kellock sein erstes Album unter eigenem Namen auf, Something’s Got to Give; 1999 entstand im Duo mit dem Saxophonisten Herb Geller das Album Hollywood Portraits. Mit Schlagzeuger John Rae und Bassist Kenny Ellis trat er 2000 live auf, mit einem Programm aus zwei Lennie-Tristano-Nummern und Jazzstandards wie Jimmy Rowles’ The Peacocks. 2002 nahm er mit dem Tenorsaxophonisten Tommy Smith das Duoalbum Bezique auf, dem 2004 Symbiosis folgte. 2005 begleitete er die Sängerin Sylvia Rae. Zuletzt arbeitete Kellock vorwiegend mit seinem eigenen Trio (Think About It!) und als Solist (Bidin’ My Time, 2019).
Kellock arbeitete außerdem mit Red Rodney, Sheila Jordan, Art Farmer, Charlie Rouse, Bill Watrous, Scott Hamilton, Stanley Turrentine und Warren Vaché (Don’t Look Back, 2006).
Am 27. Mai 2025 starb Kellock in Glasgow. Er wurde 62 Jahre alt.

## Diskographische Hinweise
Alben als Leader/Co-Leader
- Herb Geller/Brian Kellock: Hollywood Portraits (Hep Records, 1999)
- Brian Kellock: Something’s Got to Give: Portraits of Fred Astaire (Caber, 1998)
- Brian Kellock: Live at Henry’s (Caber, 2000)
- Brian Kellock: Bidin’ My Time (2019)
- Brian Kellock Trio (BK3): Think About It! (Thick Records, 2020)

Alben als Sideman
- Tommy Smith & Brian Kellock – Bezique (Spartacus, 2002)
- Tam White and Brian Kellock – The Crossing (Caber, 1999)
- John Rae’s Celtic Feet (Caber, 1999)
- Sylvia Rae – Close Enough (Caber, 2002) mit Warren Vaché
- Hue & Cry: jazznotjazz (Linn, 1996) mit Michael Brecker, Mike Stern, Randy Brecker, Tommy Smith, Danny Gottlieb
- Spike Robinson: Stairway To The Stars (Hep Records, 1990) mit Ronnie Rae und John Rae
- Nigel Clark Quintet – Worldwide Sound (1996, Sienna Records)